# 维维-安内·胡尔滕
维维-安内·胡尔滕（瑞典語：Vivi-Anne Hultén，1911年8月25日—2003年1月15日），瑞典女子花样滑冰运动员。她曾代表瑞典参加1932年和1936年冬季奥林匹克运动会花样滑冰比赛，获得一枚铜牌。